# En ring av guld
En ring av guld är ett samlingsalbum från 1994 av dansbandet Leif Bloms. Låtarna är på svenska.

## Låtlista
1. En ring av guld
2. Ännu en gång
3. Svara med en lögn
4. Finns det tro, finns det hopp
5. Årets skiftningar
6. Jag vill ha dig för mig själv
7. Hälsa Mikael från mig
8. Den finaste som finns
9. Ingen väg är för lång
10. True Blue
11. En enda vår
12. Ensam igen